# Préfecture apostolique d'Azerbaïdjan
La préfecture apostolique d’Azerbaïdjan (en azéri : Azərbaycan Həvari Prefekti) est une  préfecture apostolique de l'Église catholique qui couvre l'intégralité du territoire de l'Azerbaïdjan et dont  le siège se situe dans l'église de l'Immaculée-Conception (en)  à Bakou.
La préfecture apostolique d’Azerbaïdjan opère dans tout le pays et est directement subordonnée au saint-siège.

## Historique
Le 11 octobre 2000, le pape Jean-Paul II crée la province catholique romaine mission sui juris de Bakou (en la séparant de l'administration apostolique du Caucase). Cette mission est  la première structure canonique de l’Église catholique romaine sur le territoire de l’Azerbaïdjan depuis 1931. Elle est confiée aux moines de la congrégation salésienne de Slovaquie.
Le 4 août 2011, le pape Benoît XVI transforme la mission sui juris de Bakou en préfecture apostolique, qui prend le nom de « préfecture apostolique d’Azerbaïdjan ».
Le 29 mai 2016, l'azerbaïdjanais Behbud Mustafayev est ordonné prêtre par l’archevêque Paolo Pezzi. Il est le premier prêtre azerbaïdjanais depuis la création de République d'Azerbaïdjan le 30 août 1991.
Le 8 décembre 2017 le premier préfet apostolique, Vladimír Fekete (en), est élevé au rang d’évêque par le pape François.
En janvier 2006 les sœurs Missionnaires de la Charité de Mère Teresa ont commencé à opérer à Bakou et en juin de la même année elles ont ouvert un foyer pour les sans-abri dans le village de Zikh.
En 2020 l’Azerbaïdjan compte dans tout le pays, 600 catholiques, 6 prêtres, une église et quatre chapels. La petite communauté catholique azerbaïdjanaise a reçu la visite du pape Jean-Paul II en 2002 et du pape François en 2016.

## Blason
Bien que la province catholique romaine ait été créée le  11 octobre 2000, ce n'est qu'en novembre 2017 que le blason de l’église a été adoptée.
Dans un bouclier bleu, un livre ouvert en argent avec des lettres grecques majuscules rouges alpha et oméga, accompagné en haut de trois flammes dorées et en bas de trois faisceaux ondulés argentés.
Les trois flammes sont l’emblème de l’Azerbaïdjan, qui est également appelé le « pays du feu » depuis l’Antiquité. Les trois flammes font également partie des armoiries de la ville de Bakou, siège de la préfecture.
Le livre ouvert avec les lettres A et Ω fait référence à l'apôtre saint Barthélemy qui, selon la tradition chrétienne, en revenant d'Inde à traverser le territoire de l'actuel Azerbaïdjan.
Les vagues au pied des armoiries symbolisent la mer Caspienne, sur les rives de laquelle se trouve Bakou et qui forme une frontière naturelle de l’Azerbaïdjan. Les vagues font également partie des armoiries officielles de la ville de Bakou.
La couleur bleue du blason symbolise la Vierge Marie.

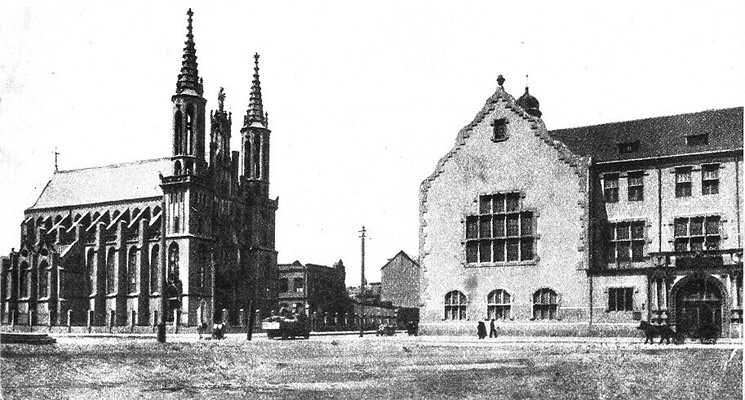
Ancienne église de l’Immaculée Conception (à gauche).
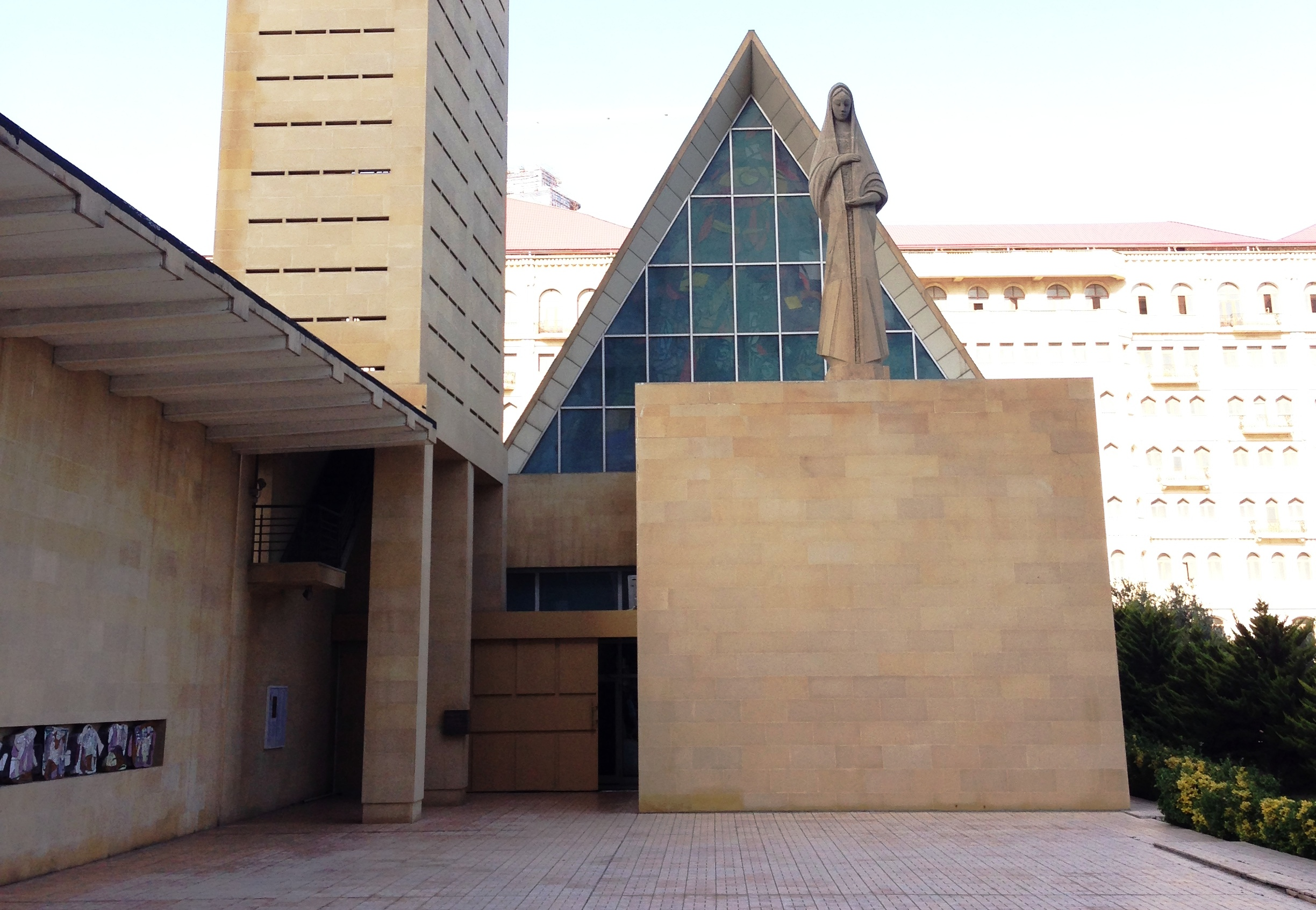
Nouvelle église de l’Immaculée Conception.
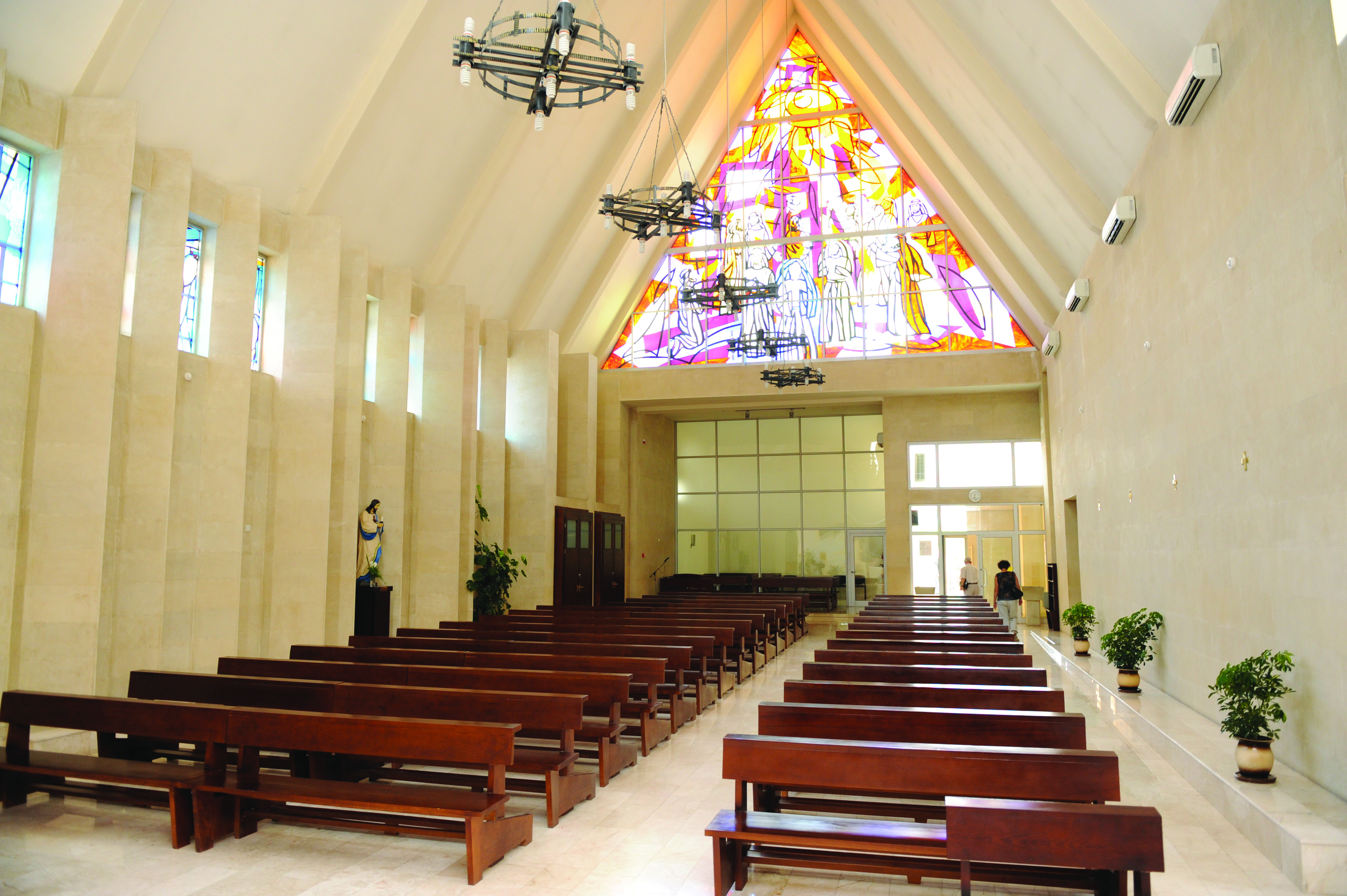
Intérieur de l’église de  l’Immaculée Conception.
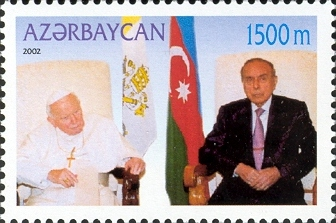
Timbre-poste émis à l’occasion de la visite de Jean-Paul II en Azerbaïdjan.
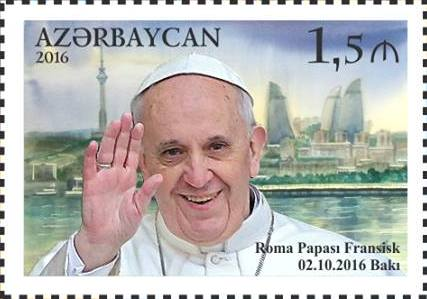
Timbre-poste émis à l’occasion de la visite du pape François en Azerbaïdjan.